# ケリー・グリーン
ケリー・グリーン（Kerri Green, 1967年1月24日 - ）は、アメリカ合衆国の女優。

## 来歴
1967年、ニュージャージー州はフォートリーに生まれた。1984年に、毎年参加していたサマーキャンプの代わりにニューヨークでいくつかの映画オーディションへ行くことを決意。その時に訪れたオーディションでスティーヴン・スピルバーグらの目に留まり、1985年にリチャード・ドナー監督のアドベンチャー映画『グーニーズ』のメンバーと共に冒険に同行する少女アンディ役を獲得した。翌年出演したコメディ映画『ルーカスの初恋メモリー』では、メインキャストとしてチャーリー・シーン、ウィノナ・ライダーらとも共演した。現在は以前ほどの活動ではなくなっているが、テレビドラマや映画などへ出演してキャリアを継続している。

## 出演作品

### 映画
- グーニーズ The Goonies (1985)
- Summer Rental (1985)
- ルーカスの初恋メモリー Lucas (1986)
- Three for the Road (1987)
- The Burden of Proof (1992)
- ブレードプラネット Blue Flame (1993)
- Complacent (2012)

### テレビドラマ
- ディズニーランド Disneyland (1987)
- ABC Afterschool Specials (1989)
- 夜の大捜査線 In the Heat of the Night (1990)
- あなたにムチュー Mad About You (1992)
- Cafe Americain (1994)
- ジェシカおばさんの事件簿 Murder, She Wrote (1994)
- ER緊急救命室 ER (2000)
- LAW & ORDER:性犯罪特捜班 Law & Order: Special Victims Unit (2000)